# Meineckia vestita
Meineckia vestita är en emblikaväxtart som beskrevs av Grady Linder Webster. Meineckia vestita ingår i släktet Meineckia och familjen emblikaväxter. Inga underarter finns listade i Catalogue of Life.